# Toxicodendron rydbergii
Toxicodendron rydbergii (englisch western poison ivy) ist eine Pflanzenart aus der Familie der Sumachgewächse. Sie ist im größten Teil Kanadas von den Seeprovinzen bis nach British Columbia und im größten Teil der Continental United States mit Ausnahme des Südostens sowie von New Jersey, Delaware und Kalifornien beheimatet.

## Beschreibung

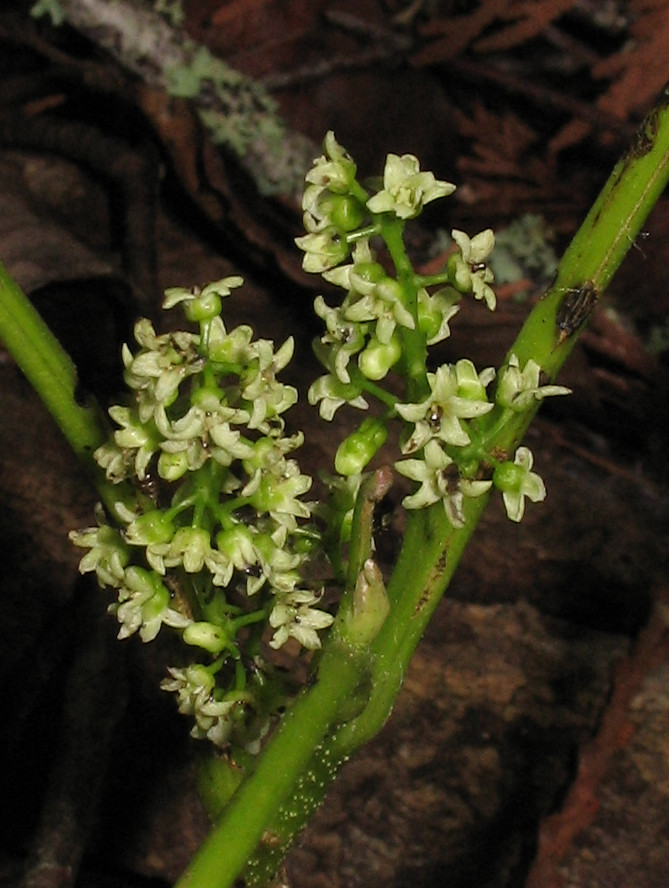
Blütenstand

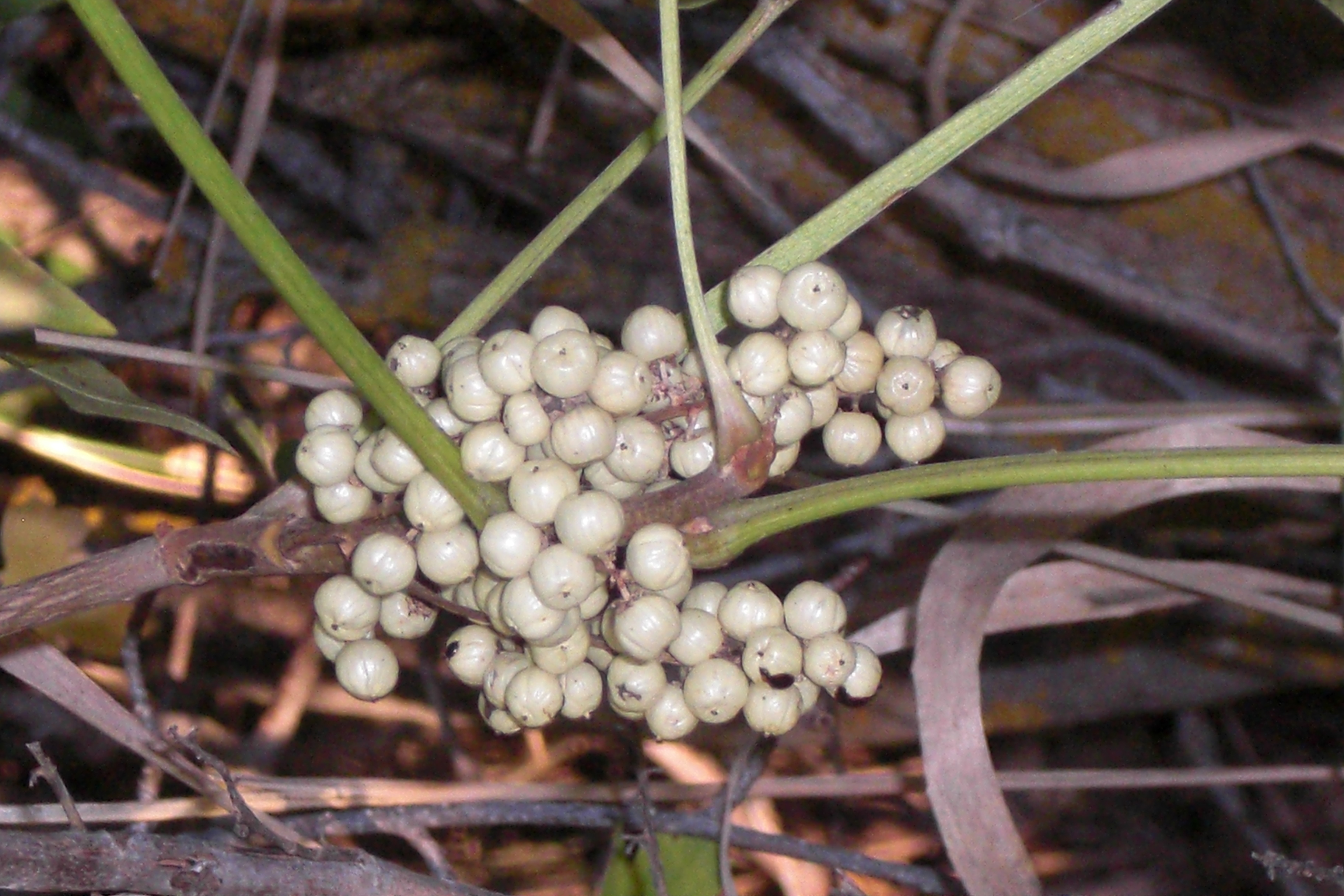
Früchte

Im Gegensatz zum Kletternden Gift-Sumach (Toxicodendron radicans, englisch eastern poison ivy), der oft als Kletterpflanze auftritt, ist Toxicodendron rydbergii ein Strauch von etwa einem, selten drei Metern Höhe. Die Blätter sind dreizählig gefiedert (trifoliolat) und wechselständig. Die Blättchen sind in Größe und Form variabel. Sie sind normalerweise 15 cm lang und werden im Herbst gelb oder orange. Die an den dreizähligen Blättern einander gegenüberstehenden Blättchen sind typischerweise asymmetrisch, im Gegensatz zum endständigen Blättchen, das immer bilateral symmetrisch ist. Die Früchte sind klein, rund und gelblich.

## Vorkommen
Die Art hat ursprüngliche Vorkommen in Kanada, den Vereinigten Staaten und in Mexiko.

## Ökologie
Die Art kann in Wäldern und bewaldeten Gebieten, üblicherweise in der Nähe von Bächen und Flüssen angetroffen werden.
Alle Pflanzenteile enthalten Urushiole, die bei den meisten Menschen ausgeprägte allergische Ekzeme hervorrufen können.

## Taxonomie und Systematik
Das Basionym wurde 1900 als Rhus rydbergii von Per Axel Rydberg in Memoirs of the New York Botanical Garden Band 1, Seite 268–269 erstbeschrieben. Rydberg übernahm dabei den Namen von John Kunkel Small. Die Art wurde 1905 von Edward Lee Greene in Leaflets of Botanical Observation and Criticism Band 1 Seite 117 als Toxicodendron rydbergii (Small ex Rydb.) Greene in die Gattung Toxicodendron gestellt.
Folgende Synonyme sind bekannt:
- Rhus rydbergii Small ex Rydb.
- Rhus radicans var. rydbergii (Small ex Rydb.) Rehder
- Rhus toxicodendron var. rydbergii (Small ex Rydb.) Garrett
- Toxicodendron radicans subsp. rydbergii (Small ex Rydb.) Á. Löve & D. Löve
- Toxicodendron radicans var. rydbergii (Small ex Rydb.) Erskine